# Relaciones Corea del Sur-España
Las relaciones Corea del Sur-España son las relaciones exteriores entre el Reino de España y la República de Corea (Corea del Sur). Las relaciones diplomáticas entre ambos países han transitado por una senda ininterrumpida de amistad y cooperación desde que fueron establecidas en 1950.

## Relaciones diplomáticas
El establecimiento de relaciones diplomáticas entre España y la República de Corea se remonta a marzo de 1950. En 2010, se celebró el 60.º aniversario del establecimiento de relaciones diplomáticas. Desde la visita de Estado de los reyes de España en octubre de 1996 y la del presidente del Gobierno, José María Aznar, en octubre de 2000, se ha observado una intensificación de los intercambios. La visita de Estado a España del presidente Roh Moo-hyun en febrero de 2007 contribuyó a consolidar la relación bilateral entre ambos países, permitiendo la firma de importantes instrumentos como el Memorándum de Entendimiento de Diálogo Político o la Declaración Conjunta. El ministro de Asuntos Exteriores y Cooperación, Miguel Ángel Moratinos, visitó Corea el 25 de marzo de 2009. Durante su visita se firmaron un Convenio de Asistencia Judicial en materia Penal y un Acuerdo sobre Protección de Información Militar Clasificada.
En 2021, los reyes de España, Felipe VI y Letizia Ortiz, realizaron una visita de Estado a Corea del Sur, donde fueron recibidos por el presidente coreano, Moon Jae-in, y su esposa, Kim Jung-sook, en la Casa Azul. En los discursos de inauguración del Encuentro Empresarial, se hizo referencia por ambas partes a los estrechos vínculos de amistad que unen a España y la República de Corea desde hace 69 años, más al incremento de las relaciones comerciales entre ambos países en los últimos años. Tuvo una especial mención del número de turistas coreanos que visitan España. En tan sólo 6 años el número ha pasado de ochenta mil a casi cuatrocientos noventa mil al año. A diferencia de los turistas que buscan sol y playa, el turismo coreano es de alto ingreso y tiene un gran aprecio por la cultura, la historia y la gastronomía españolas. Algunos visitantes han plasmado en libros sus experiencias en el Camino de Santiago.

## Relaciones económicas
España y Corea se han mostrado como países con un comportamiento, en relación con su zona de influencia, superior a la media. El aumento de las relaciones comerciales se está produciendo de forma desigual, al aumentar constantemente el desequilibrio comercial a favor de Corea. El déficit comercial de España con Corea ascendía a 460 millones de ECU en 1997, mientras que en 2005 se situaba en 2.569 millones de euros. Parte de esta evolución es debido al aumento de las exportaciones coreanas a partir de 1998, como forma de recuperación de la crisis de 1997, ya que desde dicho año la economía coreana ha dependido de los mercados exteriores para su crecimiento.

## Misiones diplomáticas
- Corea del Sur tiene una embajada en Madrid y un consulado-general en Las Palmas de Gran Canaria.
- España tiene una embajada en Seúl.